# Крикс
Крикс (на латински: Crixus, Krixos; † 72 пр.н.е.) е предводител на роби в Третото робско въстание, познато като Въстанието на Спартак.
Крикс вероятно е гал. Името му е преведено от галски като „Къдрокосия“. Той се бие за алоброгите (келтско племе) против римляните. След пленяването му е обучен, както и Спартак, като гладиатор в Капуа.
След първоначални победи над римските части се стига вероятно до скарване или разногласия между Спартак и Крикс и те се разделят. Докато Спартак желае да тръгне към родните места на робите на Балканите или Галия и Германия, Крикс предпочита да остане в Италия и да граби и напада римски селища. Голяма част от робите тръгва със Спартак, докато Крикс е последван от 20 000 – 30 000 въстаници. Те са разбити през пролетта на 72 пр.н.е. от римската войска на Луций Гелий Публикола. При погребението на Крикс по-късно Спартак задължава 300 римски военнопленници да се бият един срещу друг като гладиатори пред избягалите роби.
Крикс е от най-познатите сподвижници на Спартак. В литературата и филмите Крикс е представян като скъп приятел на Спартак.

## Филм
- „Спартак“ – на немски
- „Спартак“ – на английски